# رجل طويل (فلم 1955)
رجل طويل (بالإنجليزية: The Tall Men) فيلم أمريكي انتج عام 1955 من إخراج راؤل والش وتمثيل كلارك غيبل

## القصة
شقيقان، (بن) و (كلينت)، ينضمان معا لحملة الماشية من ولاية (تكساس) إلى ولاية (مونتانا)، يقابلان (نيلا) الفتاة الهندية التي كانت في طريقها لـ (تكساس)، فتقرر الركوب معهم في طريقهم، (بن) و (نيلا) تبدأ مشاعر رومانسية في الظهور بينهما، ولكن يبدو أن (بن) ليس على مستوى طموح (نيلا)، الأمر الذي يبدو أنه سيدفعها للتخلص من تلك العلاقة الوليدة.

## روابط خارجية
- مقالات تستعمل روابط فنية بلا صلة مع ويكي بيانات